# Tosiwo Nakayama

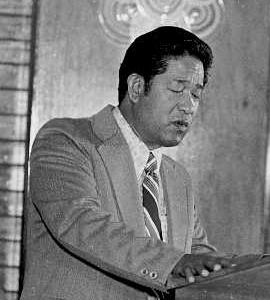
Tosiwo Nakayama (cirka 1965-1970)

Tosiwo Nakayama, född 23 november 1931 på Chuuk (före detta Truk), död 29 mars 2007, var en mikronesisk politiker, Mikronesiska federationens förste president 1979–1987.
När Mikronesiska federationen erhöll autonomi 1979 blev Nakayama territoriets förste president. 1986 omvandlades territoriets status till ett USA-administrerat FN-mandat. 1994 erhöll Mikronesiska federationen full självständighet från USA.